# Rainério I de Monferrato
Rainério I de Monferrato (em italiano:  Ranieri del Monferrato, 1075 – 1137) foi marquês de Monferrato de 1000 a 1137.
Filho de Guilherme IV e de Ota de Agliè, pouco se conhece sobre ele, apesar de ter governado a Marca de Monferrato por trinta anos. Aparece em numerosos documentos da época, em um dos quais, redigido em Sutri e datado de março de 1111, foi identificado como Raynerius de Monteferrato Marchio.
Digno de nota é o fato que o marquês Raniério fundou a abadia de Santa Maria di Lucedio, perto de Trino. A sua política foi voltada quase totalmente à aproximação com a corte imperial, comportamento que foi seguido pelos sucessores. O marquês tornou-se parente dos Borgonha desposando em 1105 Giselda de Borgonha (1070 – 1133), filha de Guilherme I de Borgonha, conde de Borgonha, e viúva de Humberto II de Saboia, conde de Saboia .

## Matrimônio e descendência
De Gisela da Borgonha, Rainério teve:
- Guilherme (v. 1115 – 1191), que se tornou marquês de Monferrato com o nome de Guilherme V;
- Joana, que desposou em 1124 Guilherme Cliton (1102 – 1128), conde de Flandres;
- Matilde, que desposou Alberto Zueta, marquês de Parodi;
- Adelaide, tornou-se freira;
- talvez uma filha de nome Isabel, que desposou Guido, conde de Biandrate.